# Danza mexica
Entendiéndose "actos rituales" como la repetición periódica de acciones simbólicas con un fin espiritual o psicológico. Los movimientos corporales a la vez son repetitivos y simbólicos. 
La historia de la danza y sus representaciones ha pasado por varias etapas y ha sido entendida de diferentes formas. A grandes rasgos se puede hablar de una primera que sería la "etapa prehispánica", una segunda la "etapa colonial" que en realidad abarca hasta nuestros días, por último surge una tercera etapa a partir de los años cuarenta; la cual se encuentra en plena expansión no sólo en México.

## Danza en la época prehispánica

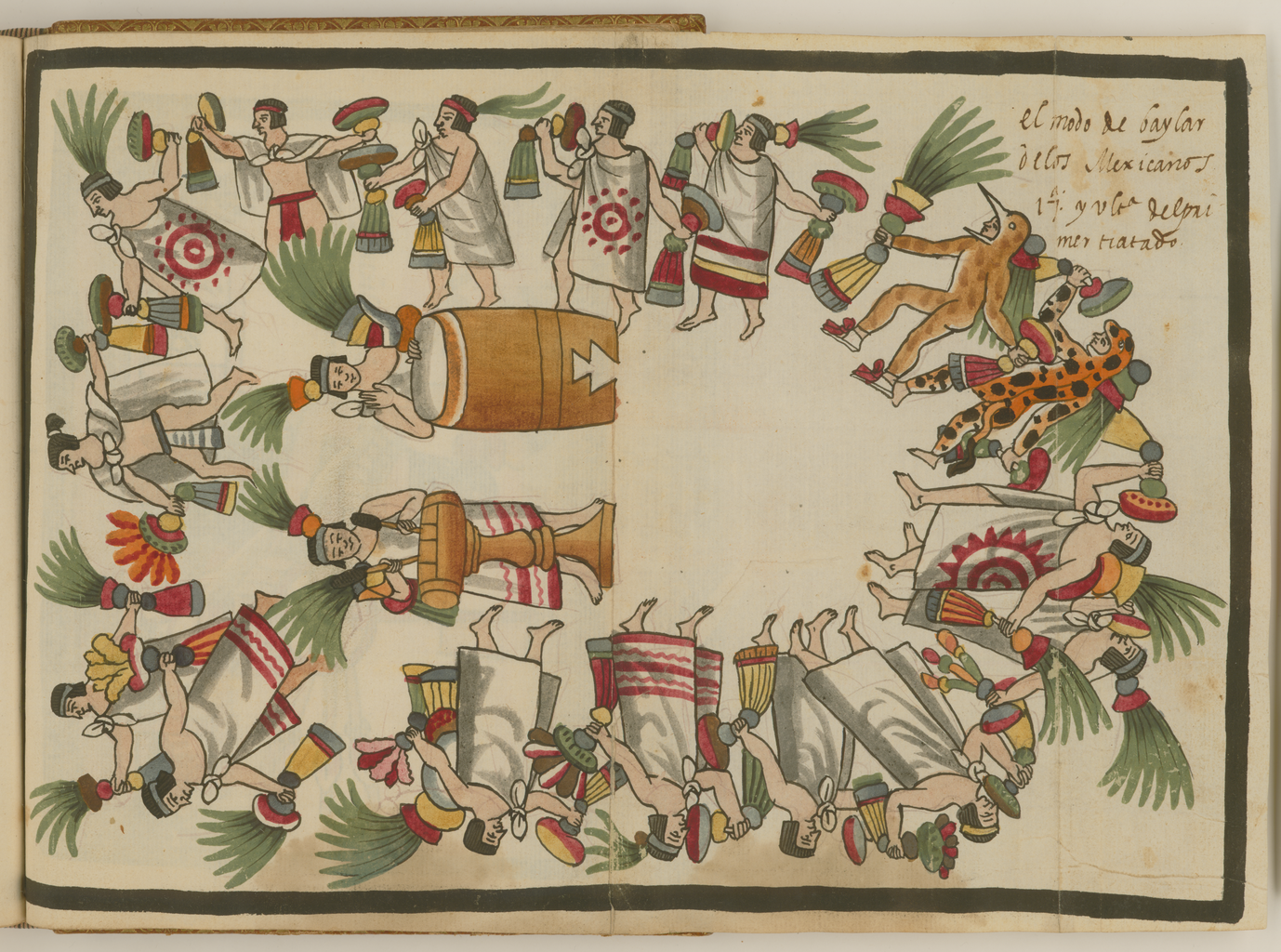
Representación de una danza en el Códice Tovar.

En la época prehispánica al “canto y la danza” se le denominó “In Cuicatl InXochitl ” (el Canto y la Flor), porque era una forma de ofrenda que permitía estar en contacto con las deidades que se manifestaban en la naturaleza. A la danza se le consideró como una forma de concentración en movimiento con lo cual al ofrendar y pedir podían canalizar su fuerza al logro de objetivos.A la danza ritual se le llamó Macehualiztli (merecimiento) y a la danza de popular se le llamó Netotiliztli. Cada movimiento en la coreografía de la danza tiene un significado específico. Las sentadillas y movimientos serpentinos representan la fertilidad, los pasos asentados en el suelo la tierra y la siembra, las vueltas el aire y el espíritu, los pasos avanzados y retrocedidos el fuego y los pasos zigzagueantes el agua. Siempre se encontrara relación a los cuatro elementos. agua, fuego, viento, tierra. Así mismo este número es prevalente en la cultura mexica ya que también representa las cuatro direcciones, norte, sur, este, oeste entre otras interpretaciones.

## Orígenes de danza azteca/mexica en la época colonial
Después de la caída del imperio mexica en 1521, los frailes franciscanos prohibieron el uso de los instrumentos de percusión (huéhuetl y teponaztle) por considerarlos paganos. Los frailes entendieron el poder de congregación que tenían las danzas y su valor la evangelización. Entre 1525 los frailes introducen los instrumentos de cuerdas en las danzas, pero para el indígena la danza era sagrada.
Entre 1930-1940, los jefes de danza Manuel Pineda Escalona, Gabriel Osorio en la Ciudad de México, el capitán general Manuel Rodríguez Campos en Querétaro y Natividad Reyna en Guanajuato, tras un instinto de curiosidad y responsabilidad. Comienzan a investigar profundamente sobre su cultura y así comienzan el uso de los instrumentos prehispánicos de percusión (huéhuetl y teponaztle) y eliminaron la indumentaria Conchera para retomar la indumentaria Azteca. Esta evolución les provocó problemas en las comunidades de la danza. Recibieron amenazas constantemente por grupos concheros e incluso en El Sr. Pineda fue demandado por los mismos y paso un muy breve tiempo en la cárcel a consecuencia de su propuesta por rescatar el conocimiento original.

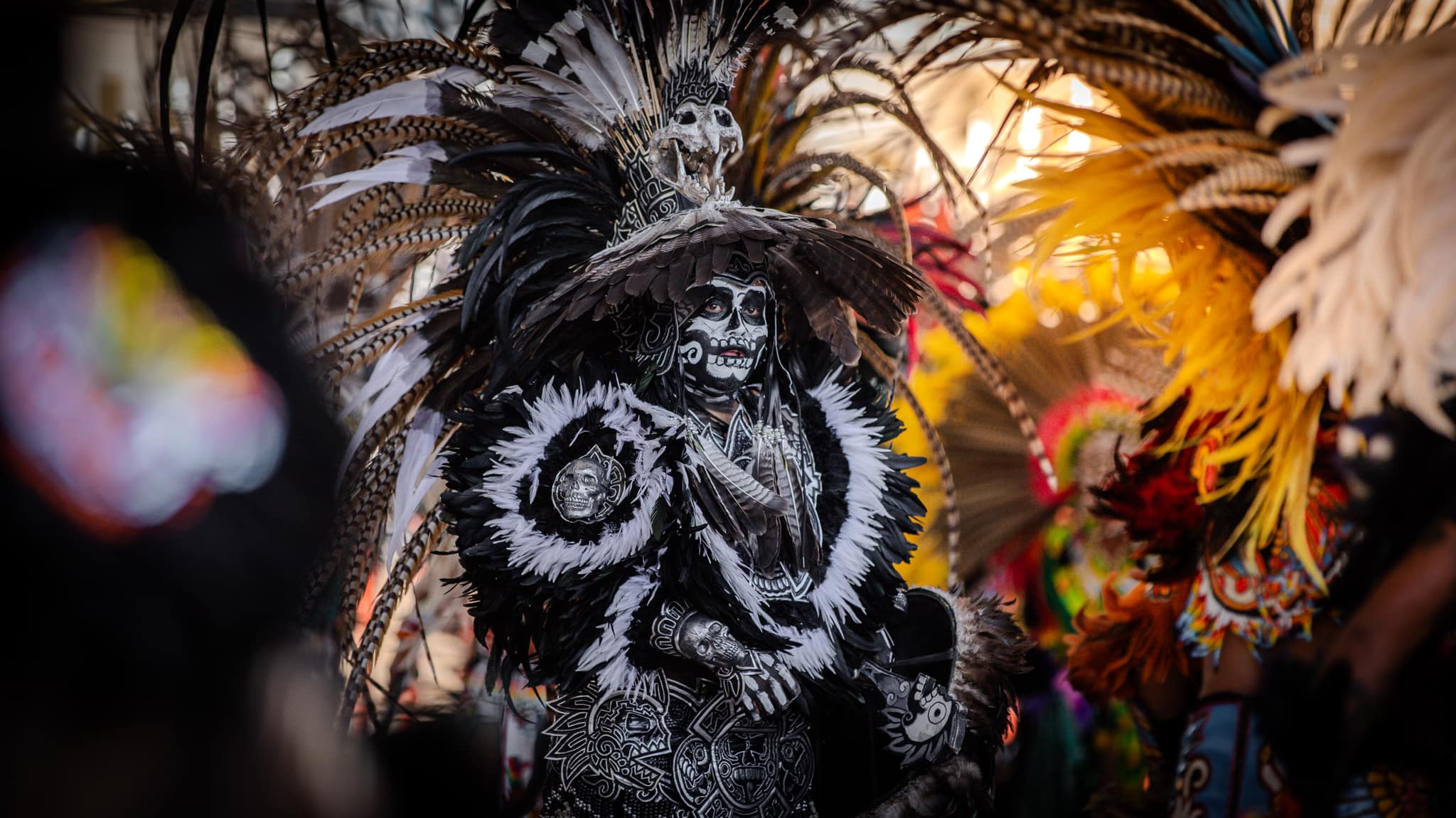
La danza de los Aztecas

Los españoles utilizaron el término “fiesta” para nombrar los actos públicos de la sociedad prehispánica en donde aparecían elementos como, música, cantos, “bailes” y comida. Esta es una idea de fiesta o “festividad” que escapa a la realidad de las culturas mesoamericanas. Desde la cosmovisión de las antiguas culturas prehispánica, las “fiestas” tenían una profunda religiosidad, eran eventos estrecha e íntimamente vinculados con el orden espiritual, con las divinidades o las fuerzas creadoras de su universo. Es por eso que el uso del término “fiesta” o “festividad”, para referirse a estas actividades, debe comprenderse en una magnitud más amplia. Mucho más correcto y más aceptado es el término ceremonia cuyo significado tiene una connotación más espiritual o religiosa, acorde con esas prácticas. Los religiosos españoles, más que los soldados, se percataron de esta fuerte presencia y carga religiosa en las “festividades” de los nativos. 
Algunos, como Fray Diego Durán, prefirieron llamarles “ceremonias”; en otros se lee que lo hacen en conjunto “fiestas y ceremonias”. Además de la carga religiosa, las ceremonias tuvieron también un valor civil. Por tal motivo, debemos comprender que cuando los españoles del siglo XVI utilizan el término “fiesta” se están refiriendo a esas grandes ceremonias cívico-religiosas impregnadas de misticismo y rituales, con un gran contenido y un alto valor simbólico. Y que, cada vez que ellos utilizaron este término o el de “festividad”, se está haciendo referencia también al acto de la danza y de los cantos de manera implícita, ya que estos elementos fueron parte integrante e indispensable en todas las ceremonias de la época prehispánica, como se verá más adelante. 
Otros términos utilizados por los cronistas españoles para referirse a los “bailes” de los indígenas, son los de areito y el de mitote. Areito es una palabra de origen taíno, cultura que floreció en las islas del Caribe que los españoles abordaron y ocuparon en sus primeros contactos con el continente Americano. Ahí conocieron este término para las danzas de la región caribeña —hoy República Dominicana— y lo utilizaron para referirse a las danzas del México central. En cambio, el término “mitote” proviene de la palabra nahua o mexicana mihtotiliztli, que significa “danza”. La lengua nahuatl, fue la lengua madre de los antiguos mexicanos del centro y valle de México, de ahí que también se le conozca a esta lengua con el nombre de mexicano. 
Los “atabales” son los tambores y con ese nombre llamaron los españoles a los tambores del centro de México. El término “atabal” es de origen africano, y seguramente los españoles lo escucharon de los esclavos africanos que tuvieron a su servicio en las islas del archipiélago caribeño. El nombre dado por los pobladores del centro y valle de México a este instrumento es huehuetl, que se relaciona con la palabra huehueh: anciano, viejo.

## Características

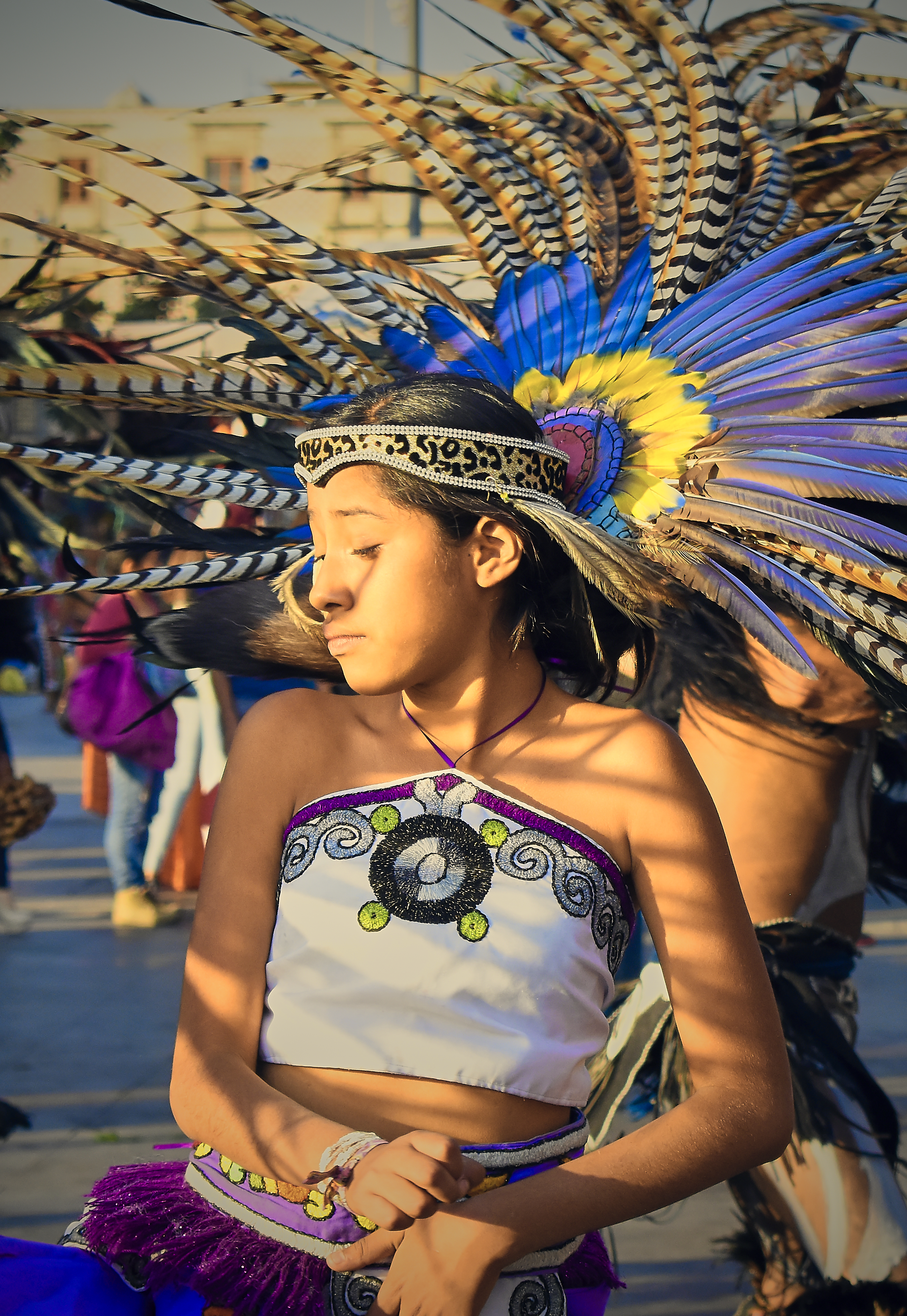
Danzantes en El Zócalo, Ciudad de México.

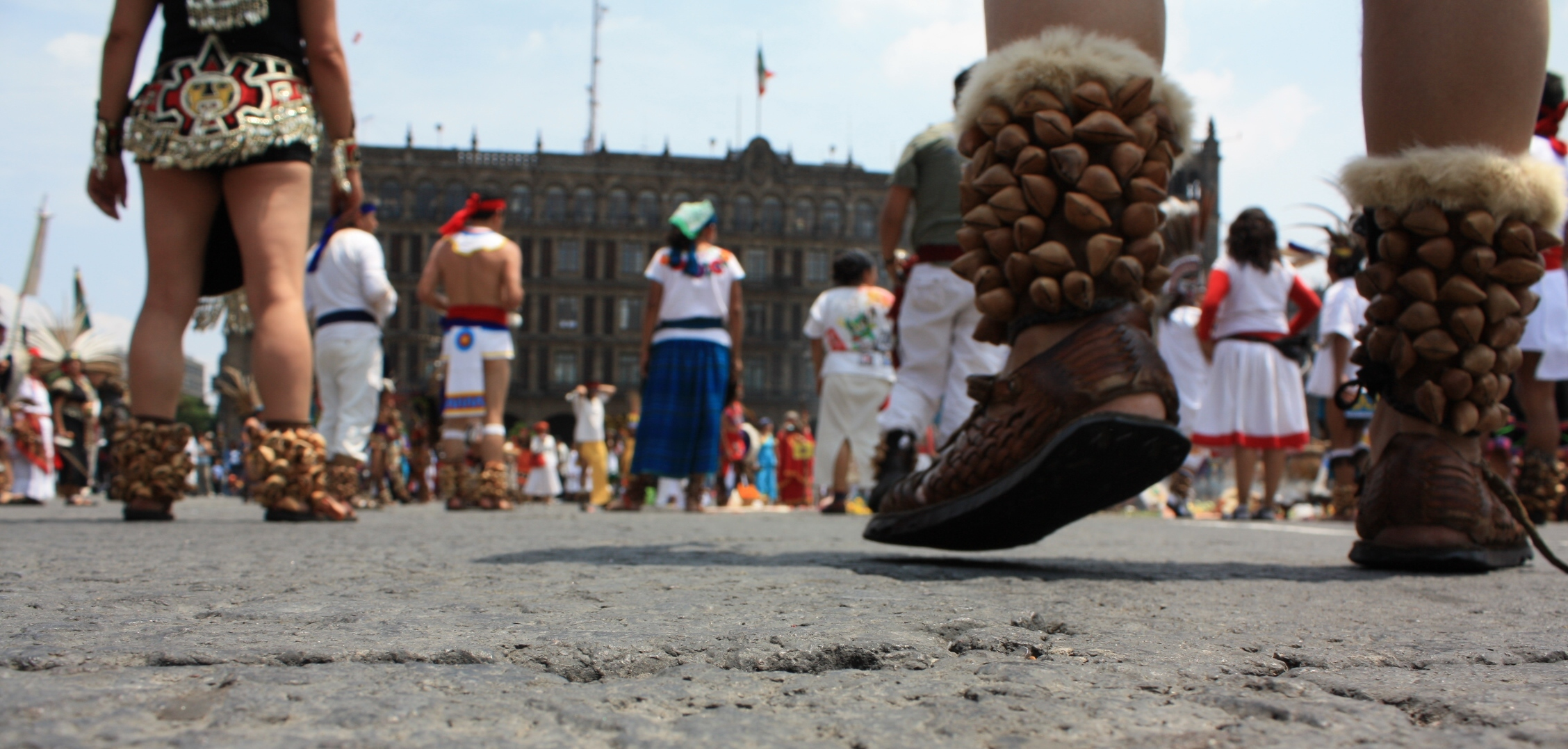
Ayoyotes, instrumentos de percusión.

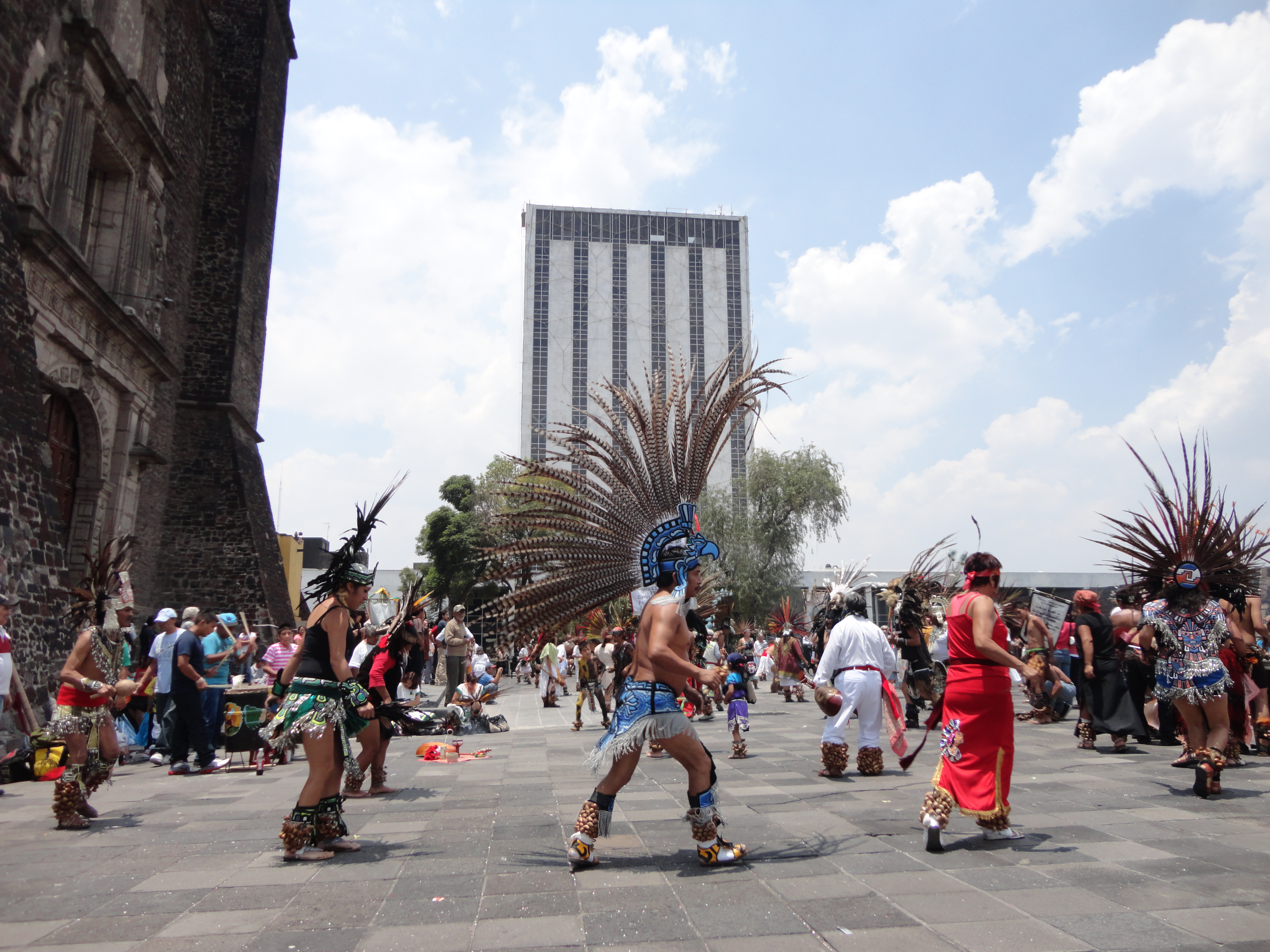
Danzantes en la Plaza de las Tres Culturas, Ciudad de México.

Fray Toribio de Benavente en su obra Historia de los Indios de la Nueva España, nos refiere constantemente a danzas que podían durar todo el día y/o toda la noche, o varios días con sus noches. Estas danzas, además de realizarse en Tenochtitlan, se realizaban también en "Tacuba", "Coyoacan" y "Azcapotzalco". Son varias las referencias sobre las danzas realizadas por la noche. Aquí dos ejemplos de ello:
93 Tititl. Este día y otro con sus noches bailaban todos al demonio… 96 Tenían otro día de fiesta en que todos los señores y principales se ayuntaban de cada provincia en su cabecera y vestían una mujer de las insignias de la diosa de la sal, y así vestida bailaba toda la noche…
En su obra, Fray Toribio de Benavente nos proporciona varios elementos que conformaron la danza prehispánica, entre ellos, la pintura por ejemplo. Al igual que en la guerra, el acto mismo de la danza exigía a sus ejecutantes, el uso del color, colores que tenían un profundo significado simbólico. Es probable que no todos hicieran uso de la pintura, pero hasta donde las fuentes nos permiten observar, fue un elemento constante en el acto ritual dancístico. Hay que resaltar el elemento de la pintura como un elemento común entre el acto dancístico y el acto de la guerra, interesante asociación que nos permitirá observar también —a la postre— otro elemento común entre estas dos actividades, la jerarquía militar; no olvidemos, después de todo, que las sociedades del México antiguo estuvieron fuertemente jerarquizadas. 
106… Cuando habían de bailar en las fiestas solemnes, pintábanse y tiznábanse de mil maneras; y para esto el día que había baile, por la mañana luego venían pintores y pintoras al tianguez, que es el mercado, con muchos colores y sus pinceles, y pintaban a los que habían de bailar los rostros, y brazos, y piernas de la manera que ellos querían, o la solemnidad y ceremonia de la fiesta lo requería […] 113 Antes del día de la fiesta, cuatro o cinco días, ataviaban y aderezaban los templos… y el tercer día antes de la fiesta, los ministros pintábanse todos, unos de negro, otros de colorado, otros de blanco, verde, azul, amarillo, y así pintados a las espaldas de la casa o templo principal bailaban un día entero.
Fray Bernardino de Sahagún fue otro religioso que escribió sobre el acto dancístico. Su obra, un tanto más ordenada en cuanto a las “festividades” o ceremonias de los mexica que la de Benavente, nos menciona sobre la participación femenina. Al parecer, las mujeres tuvieron una participación activa en el acto ritual dancístico. Las danzas femeninas podían ser realizadas por mujeres con una formación religiosa o por mujeres comunes del pueblo, desde la más anciana hasta la más joven todas podían participar; parece ser que no existió discriminación, ya fuera por estrato social, rango o edad. 
La vigilia de esta fiesta cantaban y danzaban todas las mujeres, viejas, mozas y muchachas…guiábanlas unos viejos, y regían al canto… La noche antes de la fiesta velaban las mujeres con la misma que había de morir, y cantaban y danzaban toda la noche; venida la mañana aderezábanse todos los sátrapas y hacían un areito muy solemne… 
Una de las características principales de la danza mesoamericana, y que le da un rasgo peculiar respecto a otras danzas de civilizaciones antiguas, es la participación conjunta del sexo femenino y masculino. En las danzas donde participaban los dos géneros, estos se colocaban de manera alternada en el círculo de danza o en columnas, es decir, un hombre, una mujer, y así sucesivamente. Podían danzar entrelazados de las manos o abrazados, o sueltos. Este tipo de danza “mixta”, parece ser fue la forma más común. Por supuesto, también hubo danzas en las que participaban solo los hombres. 
Al octavo mes llamaban uey tecuílhuitl. En el primero día de este mes hacían fiesta a la diosa llamada Xilonen —diosa de los xilotes—… Todos estos ocho días bailaban y danzaban, haciendo areito hombres y mujeres, todos juntos, todos muy ataviados con ricas vestiduras y joyas; las mujeres traían los cabellos sueltos, andaban en cabello, bailando y cantando con los hombres; comenzaba este areito en poniéndose el sol, y perseveraban en él hasta hora de las nueve… y había muchos braseros u hogueras, que ardían en el mismo patio donde, bailaban. En este baile o areito andaban trabados de las manos, o abrazados… hombres y mujeres… las mujeres que servían en el cu… hacían areito en el patio del mismo cu, y cantaban los loores y cantares de esta diosa… de esta manera cantando y bailando velaban toda la noche… y en amaneciendo, todos los nobles y hombres de guerra hacían areito…
En las descripciones que nos proporcionan los cronistas religiosos del siglo XVI, se pueden ir observando algunos elementos que conformaron la estructura de las ceremonias o del ritual dancístico. Los elementos a observar son que, en ocasiones, la danza inicia antes de salir el sol o cuando éste se está ocultando, es decir, inicia en la noche. Los “braseros” (Sahumadores), también llamados “incensarios” por los frailes, cuyo nombre originario en lengua nahuatl es Popochcomitl, y las “hogueras” que mencionan, son la representación simbólica del fuego, elemento prístino y sagrado en la cosmovisión mesoamericana. Éste se encuentra en los patios “donde, bailaban”. No solo eran los patios de las casas sino también los patios de los “cu”, es decir, de los templos; lo que ahora nosotros llamamos atrios de las iglesias. Hacían velación, “velaban toda la noche”. Todo esto se hacía “cantando y bailando”. El canto y la danza conformaron una dualidad indispensable para el ritual, elementos primordiales para la ceremonia. Podemos observarlos juntos, como una pareja que trabaja al unísono en este caso o, podemos observarlos también, mencionado en otras referencias, en las que primero se ejecutan los cantos y luego la danza o viceversa. Otros elementos observados en estas fuentes primarias son, la resina de copal —copalli—, los “atabales” —huéhuetl—, la forma de danzar en círculo y el ayuno.
… y después velaban toda la noche hasta que salía el sol… todo el otro tiempo velaban y ofrecían incienso, echando brasas en aquellos incensarios todos juntos….
En este mes hacían fiesta al dios de la guerra, Huitzilopochtli; antes de esta fiesta los sátrapas de los ídolos ayunaban cuarenta días… El segundo día de este mes comenzaban todos a hacer areito, y a cantar los cantares de Huitzilopochtli, en el patio de su cu; bailaban hombres y mujeres todos juntos…
Fray Diego Durán en su obra Historia de las Indias de Nueva España e Islas de la Tierra Firme menciona la capacidad y la habilidad que tenían los jóvenes para llevar el ritmo de la danza y el correcto manejo del tiempo. Nos refiere a ceremonias en que la danza y el canto fueron una sola actividad ritual. 
… 24. Preciábanse mucho los mozos de saber bien bailar y cantar y de ser guías de los demás en los bailes. Precíabanse de llevar los pies a son y de acudir a su tiempo con el cuerpo a los meneos que ellos usan, y con la voz a su tiempo. Porque el baile de estos no solamente se rige por el son, empero también por los altos y bajos, que el canto hace cantando y bailando juntamente.
Otro elemento que se menciona en las festividades o ceremonias, es el octli o pulque. Esta bebida no aparece como una constante en todas las ceremonias. Tampoco queda claro si la ingesta ritual del octli es en el marco de la danza o al interior de los círculos de danza. Lo que queda claro, en las fuentes del siglo XVI, es que en este tipo de ceremonias, solo los ancianos podían probar el octli, y que si algún “mancebo” o joven osaba ingerirlo, éste sería castigado vehementemente: "…tañían y cantaban con gran vocerío hasta la noche, y los viejos y viejas bebían el octli, pero ningún mancebo ni moza lo bebía, y si alguno lo bebía castigábanlo reciamente."